# Gerardus Josephus Xavery

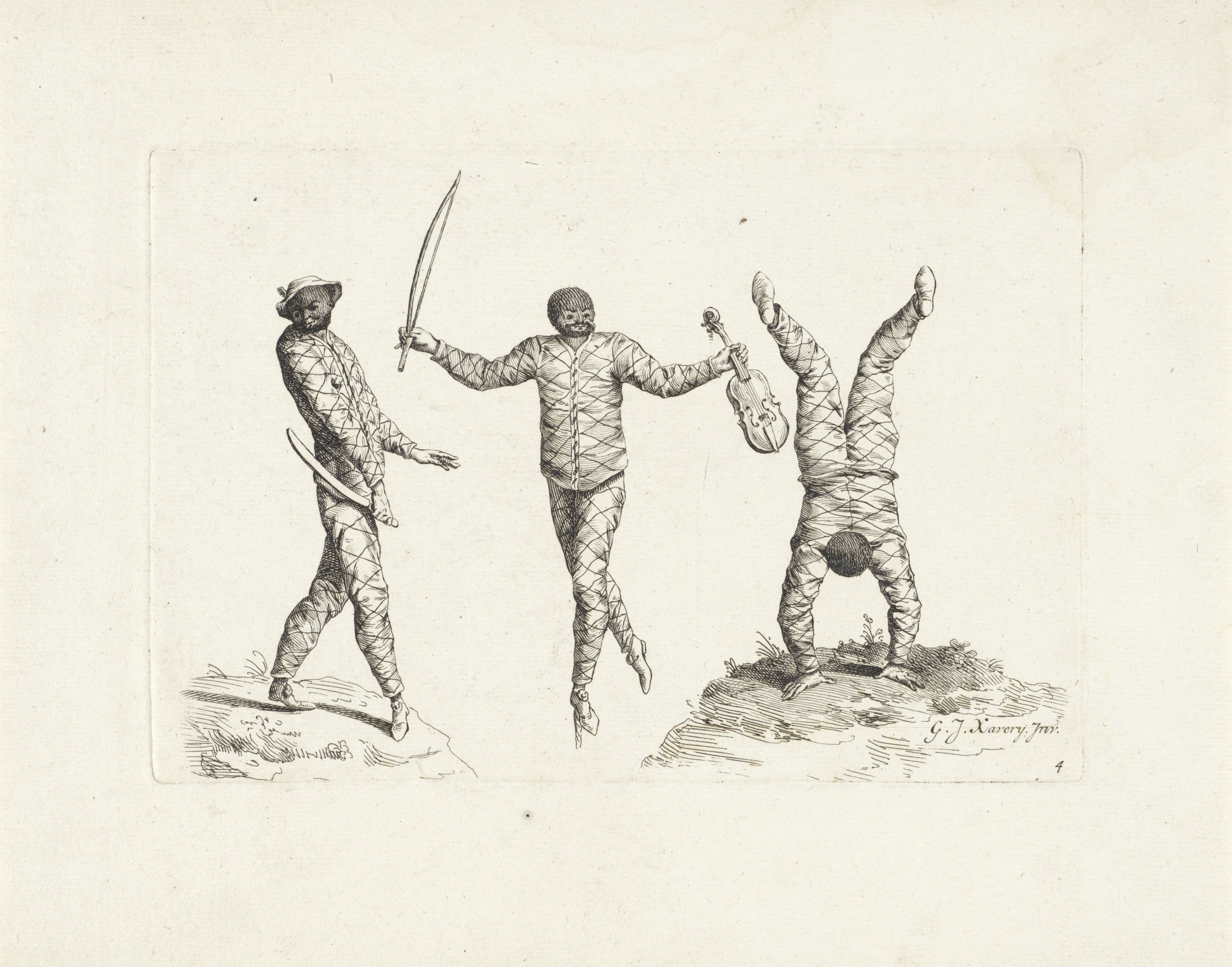
Drie harlekijnen uit Aardige versaameling van koorde-danssers, springers en postuurmaakers, collectie Rijksmuseum Amsterdam.

Gerardus Josephus Xavery (gedoopt Antwerpen, 27 juli 1700 - na 1752) was een kunstschilder, tekenaar en etser uit de Zuidelijke Nederlanden, die zich vestigde in Den Haag. Hij wordt ook vermeld als Gerard Joseph Xavery.

## Leven en werk
Xavery was een zoon van de Antwerpse beeldhouwer Albert Xavery en Catharina Maria Herry/Herri en een jongere broer van Jan-Baptist Xavery. Hoewel zowel zijn broer en vader als grootvader Jeronimus Xavery beeldhouwers waren, koos hij voor de schilderkunst. Hij vestigde zich in Den Haag, waar hij in 1741 lid werd van de Confrerie Pictura. Xavery schilderde, tekende en etste onder meer landschappen, portretten en bloemstillevens. Hij maakte daarnaast series etsen over de commedia dell'arte, met harlekijnen en acrobaten, die in boekvorm werden gepubliceerd. Hij gaf les aan zijn oomzegger Frans Xavery. G.J. Xavery is vermoedelijk in 1752 of 1753 in Den Haag overleden.

## Enkele werken

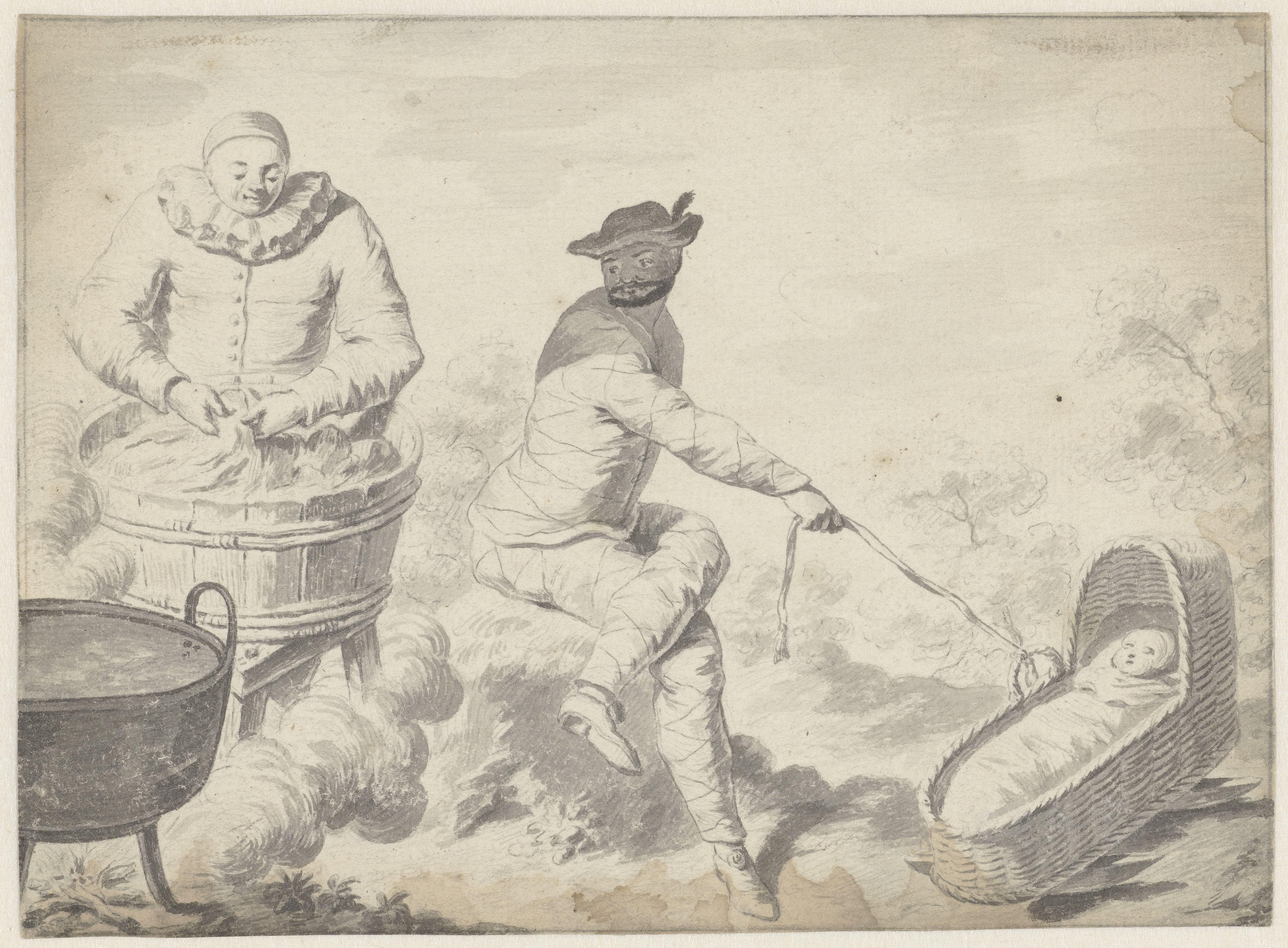
Scène uit de Commedia dell'Arte met Pierrot die de was doet, collectie Rijksmuseum Amsterdam.
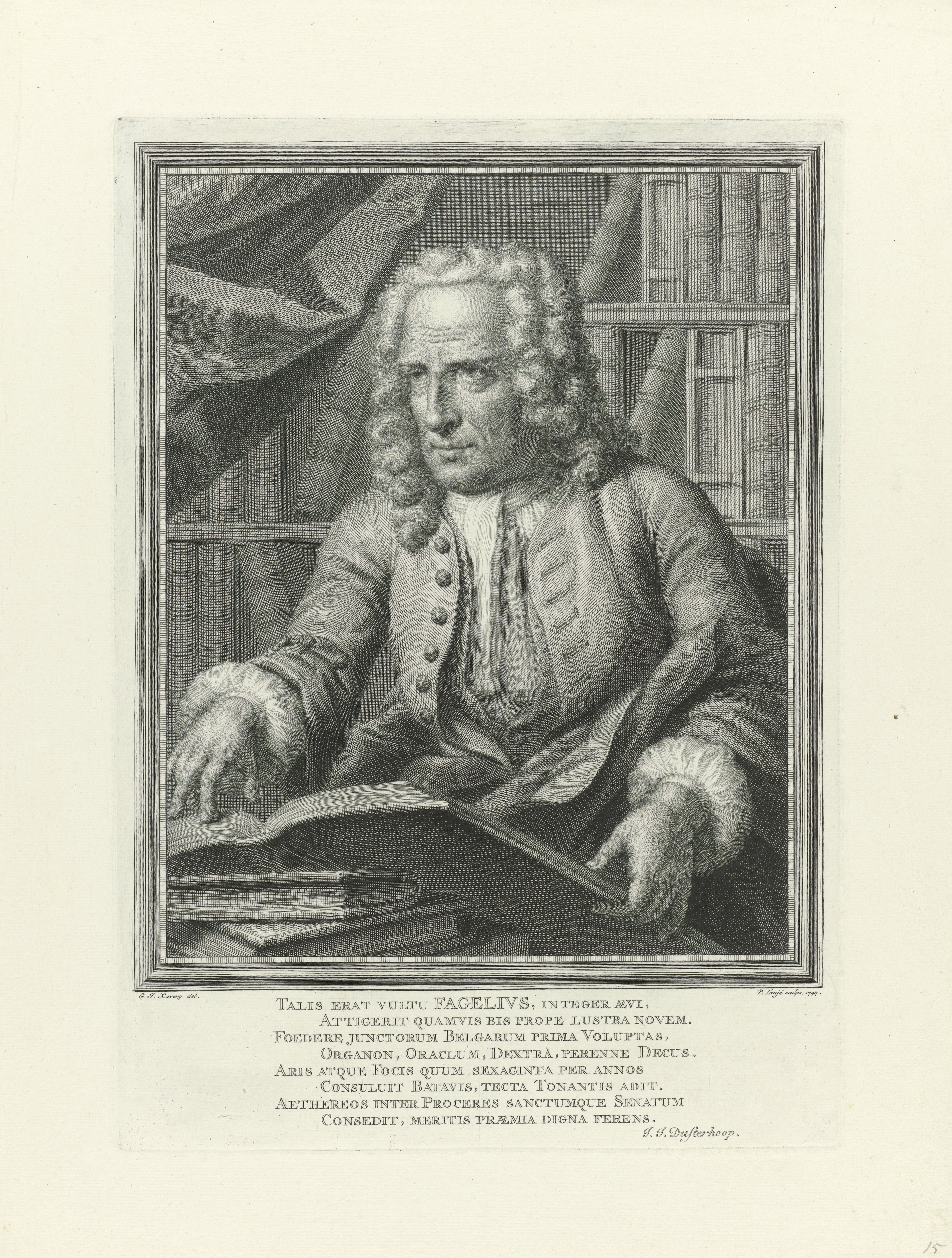
Portret van François Fagel, collectie Rijksmuseum Amsterdam. Ets van Pieter Tanjé naar een tekening van Xavery.
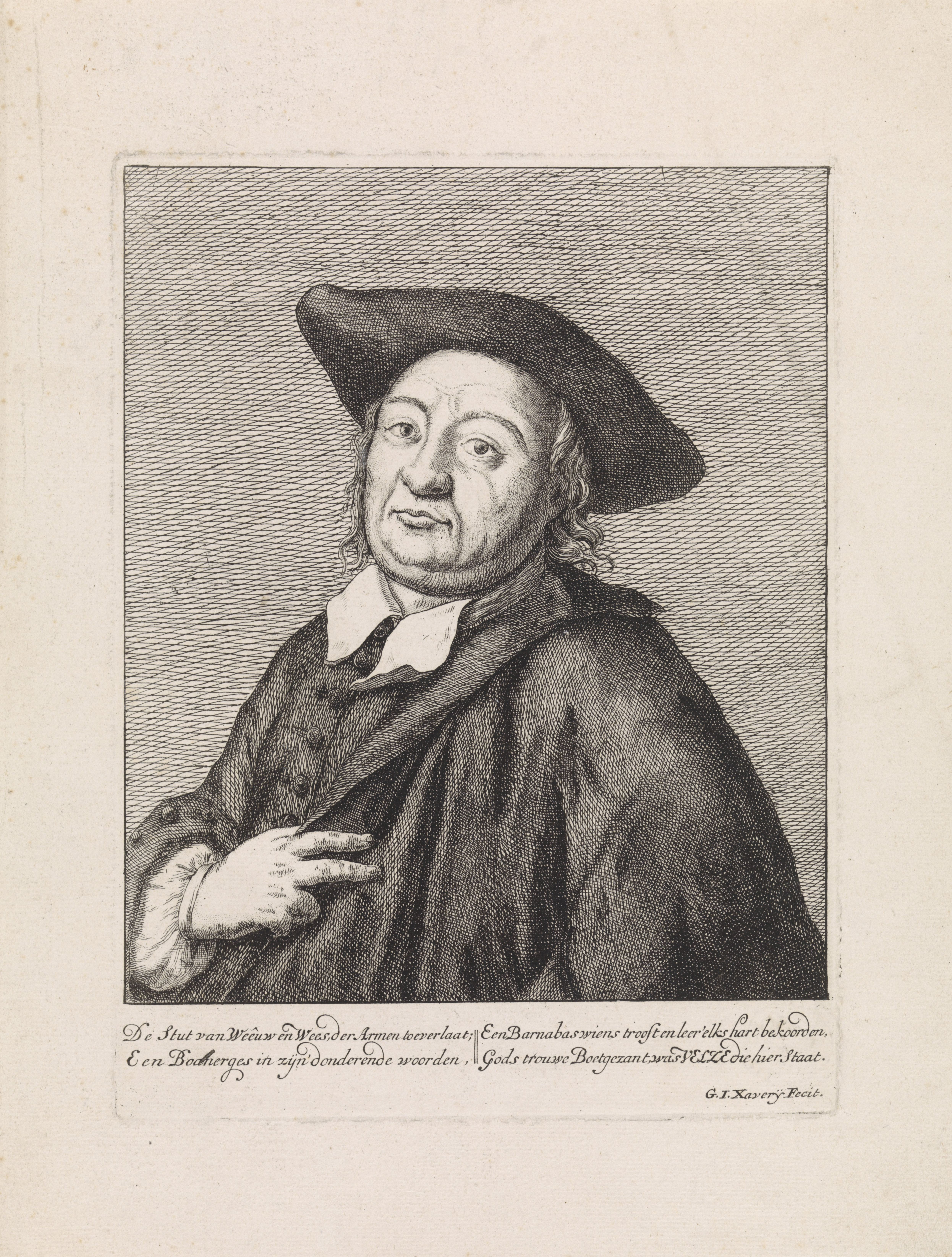
Portret van predikant Henricus Velse, collectie Rijksmuseum Amsterdam.

- Biografisch Portaal: 20808272
- Digitale Bibliotheek voor de Nederlandse Letteren: xave003
- Nationale Bibliotheek van Tsjechië: mzk2012714766
- Nederlandse Thesaurus van Auteursnamen: 128717696
- RKD-Nederlands Instituut voor Kunstgeschiedenis: 85885
- Union List of Artist Names: 500029434
- Virtual International Authority File: 95863311